# Ana Bárbara Pedrosa
Ana Bárbara Pedrosa (Vizela, 1990) é uma escritora portuguesa que foi finalista do Prémio Eça de Queiroz.

## Biografia
Pedrosa nasceu em Vizela e desde criança que se interessa por literatura. O seu avô era dono de uma livraria, em Vizela e, até aprender a ler, era a sua mãe que lhe lia os livros. Também escreve desde cedo tendo o seu talento sido reconhecido pelos seus professores no ensino básico.
Pedrosa doutorou-se em em Ciências Humanas pela Universidade de Santa Catarina com uma tese sob o tema Escritoras portuguesas e Estado Novo: as obras que a ditadura tentou apagar da vida pública, obteve o grau de mestre em Estudos Portugueses pela Faculdade de Ciências Sociais e Humanas da Universidade Nova de Lisboa com a dissertação O amor e a rejeição de Eros em Folhas Caídas de Almeida Garrett, tem uma pós-graduação em Linguística e em Economia e Políticas Públicas e licenciou-se em Línguas Aplicadas pela Universidade do Minho. Além desta formação, Pedrosa estudou, ao abrigo de uma bolsa Fulbright, em Filadélfia, nos Estados Unidos da América.
Além de escritora, Pedrosa é linguista e crítica literária, editora, revisora e tradutora.
Como militante do Bloco de Esquerda, Pedrosa foi candidata à Câmara Municipal de Vizela, aos 23 anos e, em 2015, foi candidata à Assembleia da República pelo círculo Fora da Europa.

## Obra
Pedrosa publicou os seguintes romances:
- 2024 - Viagens com Mehdi - Livro de viagens;
- 2023 - Amor Estragado - romance sobre alcoolismo e violência doméstica;
- 2021 - Palavra do Senhor;
- 2019 - Lisboa, chão sagrado - primeiro romance da autora;
- Viveste - livro dedicado à memória do pai.

Além dos romances, Pedrosa escreve contos na revista Caliban e crónicas no jornal Mensagem de Lisboa, no Jornal Observador e no Esquerda.net.

## Prémios e Reconhecimentos
Reconhecida pela crítica, no início da década de 2020, como uma da novas vozes da literatura portuguesa. Em 2021, foi finalista do prémio Eça de Queiroz com a obra Lisboa, chão sagrado.

## Ligações Externas
- Participação de Ana Bárbara Pedrosa na Maratona de Leitura da Sertã 2023: Imaginário.
- Ana Bárbara Pedrosa é a convidada de Luís Caetano, a propósito do romance Palavra do Senhor, edição Bertrand, no programa Última Edição.